# Paola Marié
Pour les articles homonymes, voir Marié.
Paola Marié, née Maria Paola Marié de L'Isle le 28 mars 1848 à Paris et morte le 2 décembre 1920 à Paris 17e, est une artiste lyrique française.

## Biographie
Paola Marié est élevée au couvent des Oiseaux et au Sacré Cœur de Nancy jusqu'à l'âge de seize ans. Rendue à la vie de famille et n'entendant parler que de théâtre par son père et par ses sœurs, le goût des planches ne tarde pas à naître dans sa tête. 
Après un passage au Vaudeville, Henri Potierson premier professeur la présente en 1868 aux Bouffes dans une opérette de lui, Madeleine, qui ne vécut que l'espace d'une ou deux soirées. Remarquée par Hervé, celui-ci la fait engager à Bruxelles, au Théâtre Royal des Galeries, dans les Galeries-Saint-Hubert. L'été, elle va jouer à Londres. 
Paola Marié reste trois ans à Bruxelles, elle chante dans La Périchole, Les Brigands et Le Petit Faust et y obtient de nombreux succès. C'est là que Cantin la déniche et en fait sa pensionnaire, aux Folies-Dramatiques. Elle joue le rôle de Méphisto dans une reprise du Petit Faust, et se fait beaucoup remarquer par ses créations de Gertrude dans Héloïse et Abélard d'Henry Litolff, en 1872, et dans la Fille de Madame Angot. 
Après la 120e, elle tombe malade, quitte Paris et se réfugie au Caire, sans prévenir son directeur qui lui intente un procès. De retour à Paris, elle refuse de rentrer aux Folies. Hostein paye le dédit à Cantin, elle accepte ensuite de venir au Châtelet, pour créer le rôle de Nerida dans La Belle au bois dormant, d'Henry Litolff, le 4 avril 1874, mais qui n'est représentée que 20 fois.
Elle débute aux Variétés dans Les Brigands, puis dans le rôle de Toinon dans La Boulangère a des écus, en 1875. Elle chante aux Bouffes, dans Le mariage d'une étoile, Le Moulin du Vert-Galant, La Boîte au lait en 1876. Elle crée La Sorrentine, l'Etoile et crée aux Bouffes, Babiole, Maître Peronilla, La Marocaine.
En 1880, elle accepte de faire partie, avec Victor Capoul d'une tournée de quatorze mois en Amérique. En 1888, elle reparaît aux Bouffes dans Le Chevalier Mignon

## Répertoire
- 1872 : Héloise et Abélard, opéra comique d'Henry Litolff
- 1873 :  la Fille de Madame Angot aux Folies-Dramatiques
- 1875 : La Boulangère a des écus, théâtre des Variétés
- 1876 : Le Moulin du Vert-Galant, opéra-comique en trois actes de Gaston Serpette aux Bouffes-Parisiens :
- 1876 : La Boîte au lait, opéra-bouffe en quatre actes de Jacques Offenbach, sur un livret de Eugène Grangé et Jules Noriac, créé le 3 novembre 1876 aux Bouffes-Parisiens, salle Choiseul [N 3].
- 1877 : La Sorrentine, opérette bouffe en trois actes, livret de Jules Noriac et Jules Moinaux, musique de Léon Vasseur, représenté aux Bouffes-Parisiens le 24 mars 1877.
- 1878 : Babiole, opérette de Clairville et Octave Gatineau, musique de Laurent de Rillé, création le 16 janvier 1878 aux Bouffes-Parisiens[N 4]